# Fiat Ducato
Fiat Ducato – samochód osobowo-dostawczy klasy wyższej produkowany pod włoską marką FIAT od 1981 roku. Od 2006 roku produkowana jest trzecia generacja modelu.

## Pierwsza generacja

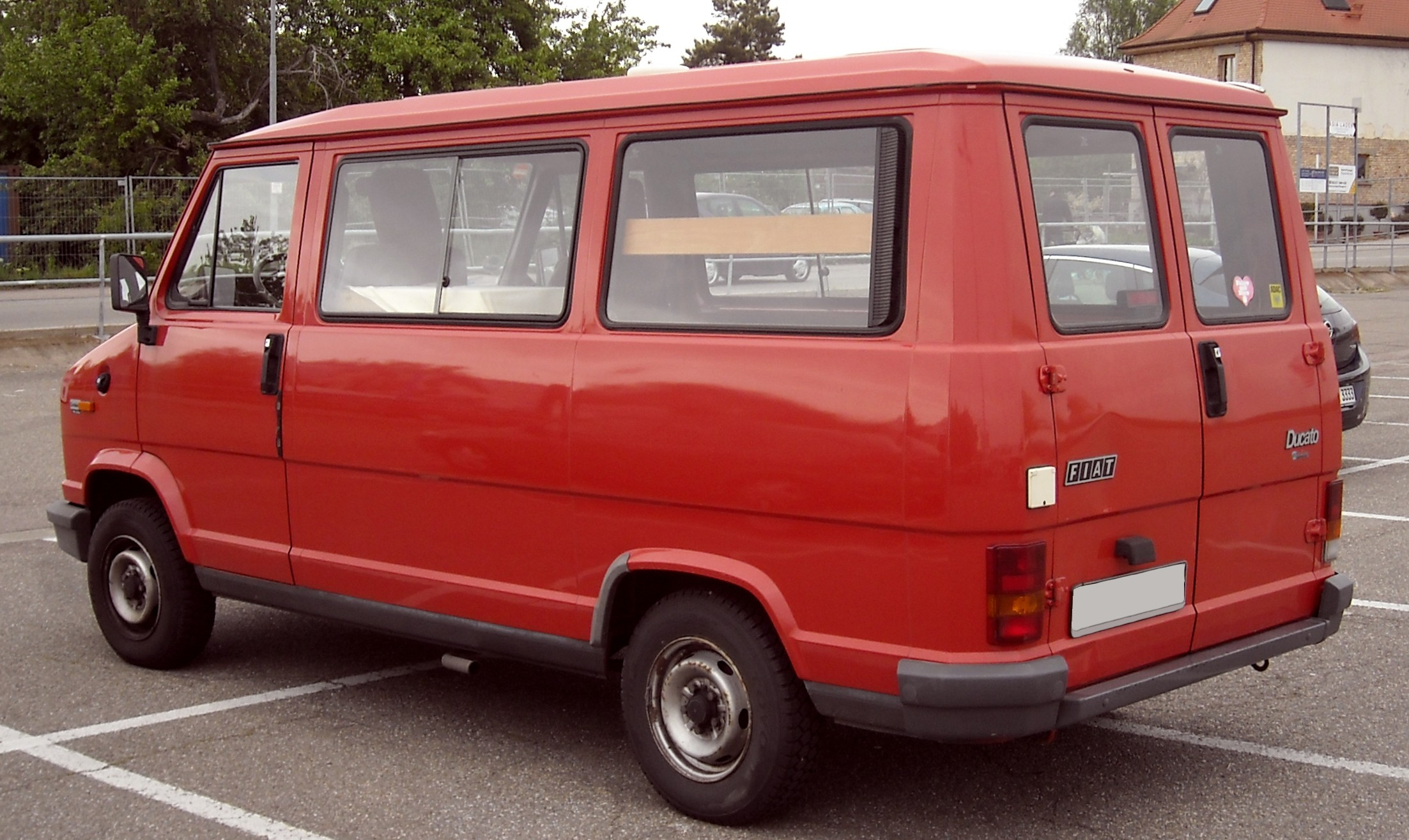
Fiat Ducato I - tył

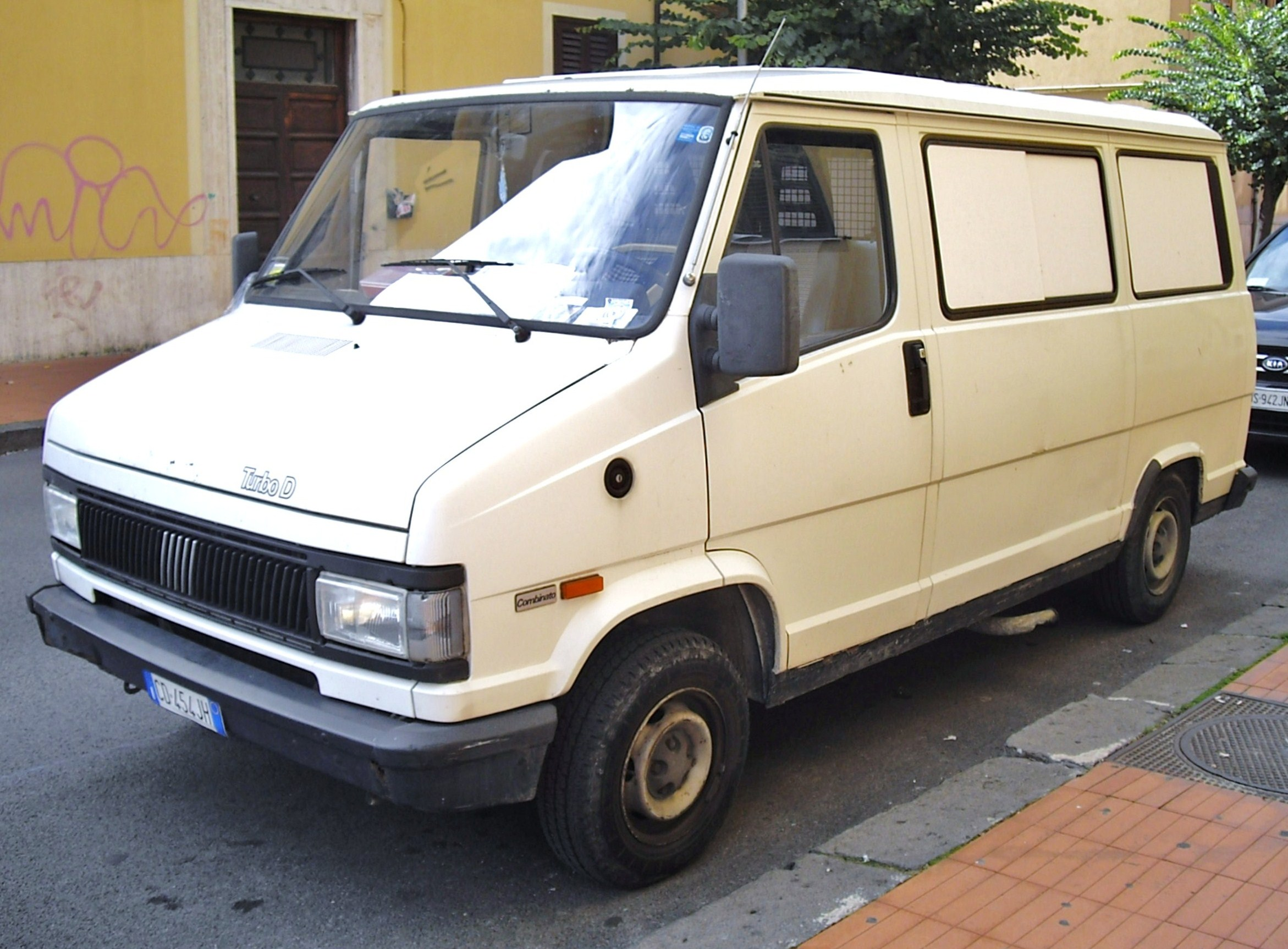
Fiat Ducato I po liftingu

Fiat Ducato I został zaprezentowany po raz pierwszy w 1981 roku.
W 1990 roku auto przeszło face lifting. Pierwsza generacja Fiata Ducato była produkowana w dwóch wersjach wyposażenia: S i SX.
Dostępne były cztery warianty ładowności, oraz skrócony model sprzedawany pod nazwą Fiat Talento. Ładowność:
- Ducato 10 – 1000 kg,
- Ducato 13 – 1300 kg,
- Ducato 14 – 1400 kg,
- Ducato Maxi 18 – 1800 kg

### Silniki
- Benzynowe

| Silnik   | Oznaczenie silnika | Pojemność skokowa [cm³] | Moc maksymalna [KM] ([kW]) przy obr./min | Maks. moment obrotowy [Nm] przy obr./min | Układ i liczba cylindrów | Układ rozrządu/ liczba zaworów | 0 – 100 km/h | V-max |
| -------- | ------------------ | ----------------------- | ---------------------------------------- | ---------------------------------------- | ------------------------ | ------------------------------ | ------------ | ----- |
| 1,8      | XM7T / 169B        | 1796                    | 69 (51)/4800                             | 136/2300                                 | R4                       | OHV/8                          | 37,0 s       | 122   |
| 2,0      | 170B               | 1971                    | 75 (55)/5000                             | 147/2500                                 | R4                       | OHV/8                          | 35,5 s       | 125   |
| 2,0      | XN1T               | 1971                    | 78 (57)/5000                             | 152/2500                                 | R4                       | OHV/8                          | 34,8 s       | 127   |
| 2,0 kat. | 170D               | 1971                    | 84 (62)/4750                             | 160/2500                                 | R4                       | OHV/8                          | 34,0 s       | 130   |

- Diesla

| Silnik | Oznaczenie silnika | Pojemność skokowa [cm³] | Moc maksymalna [KM] ([kW]) przy obr./min | Maks. moment obrotowy [Nm] przy obr./min | Układ i liczba cylindrów | Układ rozrządu/ liczba zaworów | 0 – 100 km/h | V-max |
| ------ | ------------------ | ----------------------- | ---------------------------------------- | ---------------------------------------- | ------------------------ | ------------------------------ | ------------ | ----- |
| 1,9D   | Fiat 149B1000      | 1910                    | 69 (51)/4600                             | 120/2500                                 | R4                       | OHC/8                          | 40,0 s       | 116   |
| 1,9TD  | Fiat 280A1000      | 1910                    | 82 (60)/4100                             | 181/2500                                 | R4                       | OHC/8                          | 37,4 s       | 123   |
| 2.5D   | SOFIM 8140.61      | 2445                    | 72 (53)/4200                             | 147/2400                                 | R4                       | OHC/8                          | 36,0 s       | 125   |
| 2,5D   | SOFIM 8140.07      | 2500                    | 75 (55)/4200                             | 162/2200                                 | R4                       | OHC/8                          | 31,3 s       | 132   |
| 2,5TD  | SOFIM 8140.21      | 2445                    | 92 (68)/3800                             | 216/2200                                 | R4                       | OHC/8                          | 27,0 s       | 137   |
| 2,5TD  | SOFIM 8140.27      | 2500                    | 95 (70)/3800                             | 216/2000                                 | R4                       | OHC/8                          | 25,0 s       | 140   |

## Druga generacja

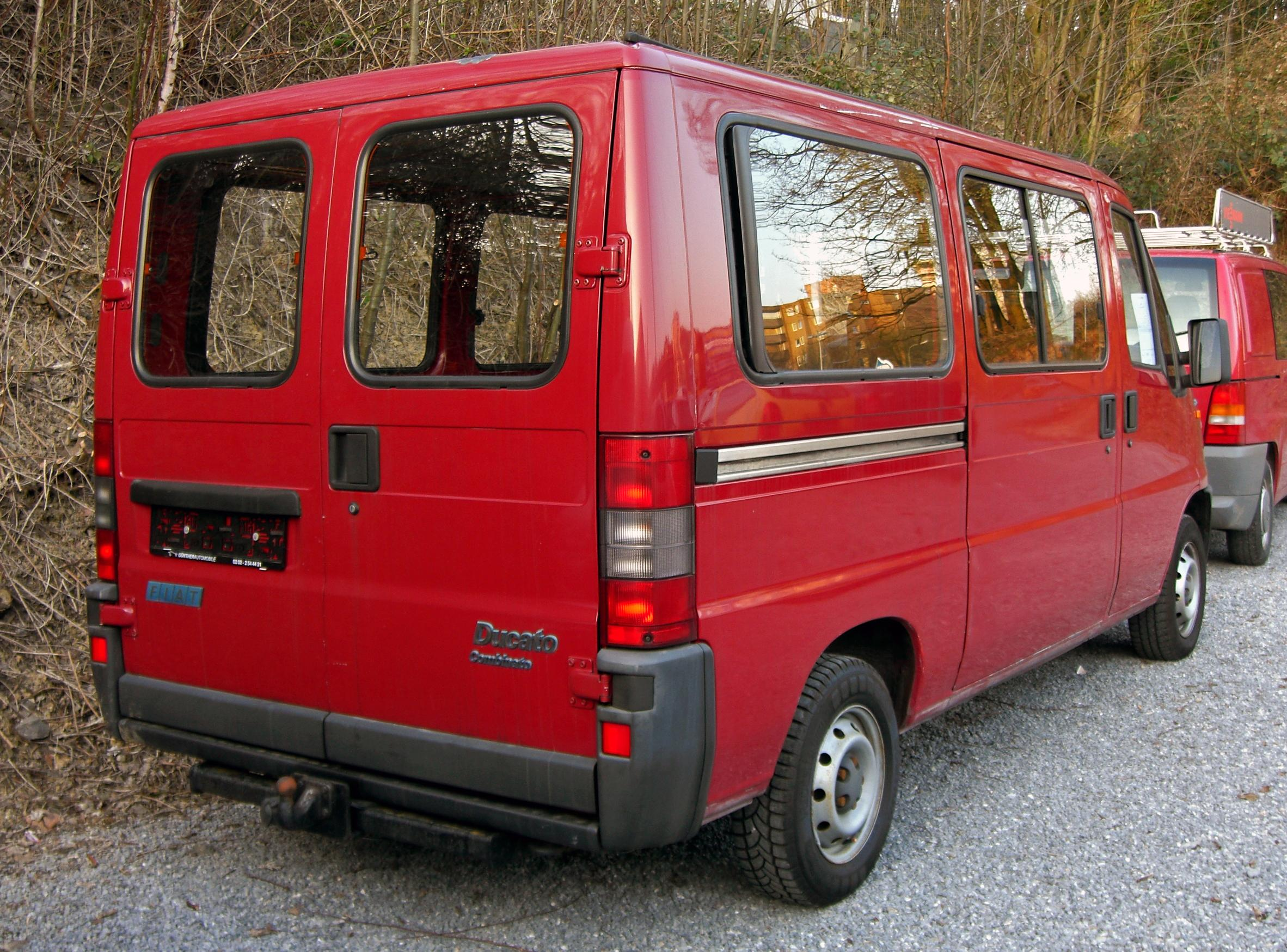
Fiat Ducato II - tył

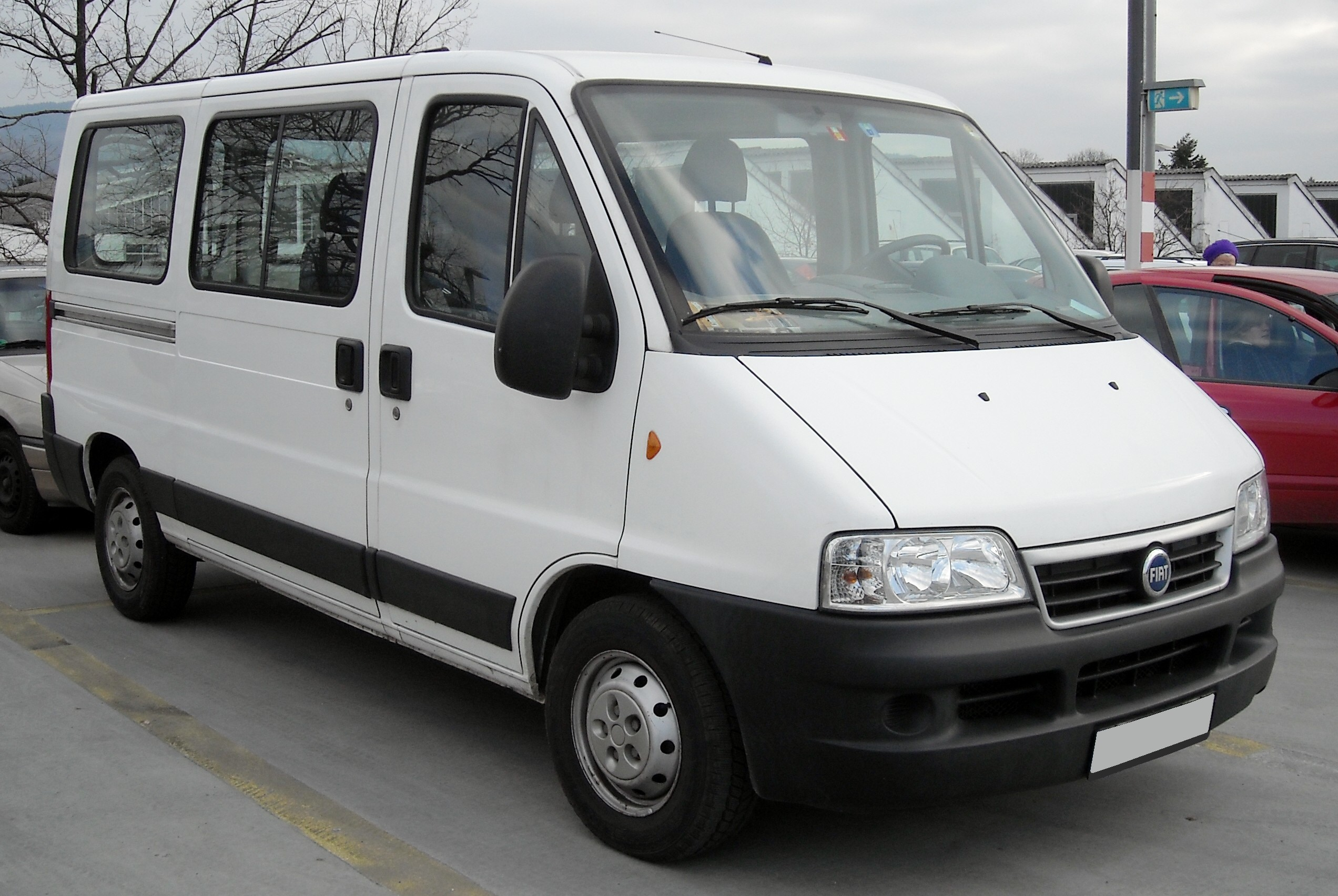
Fiat Ducato II po liftingu

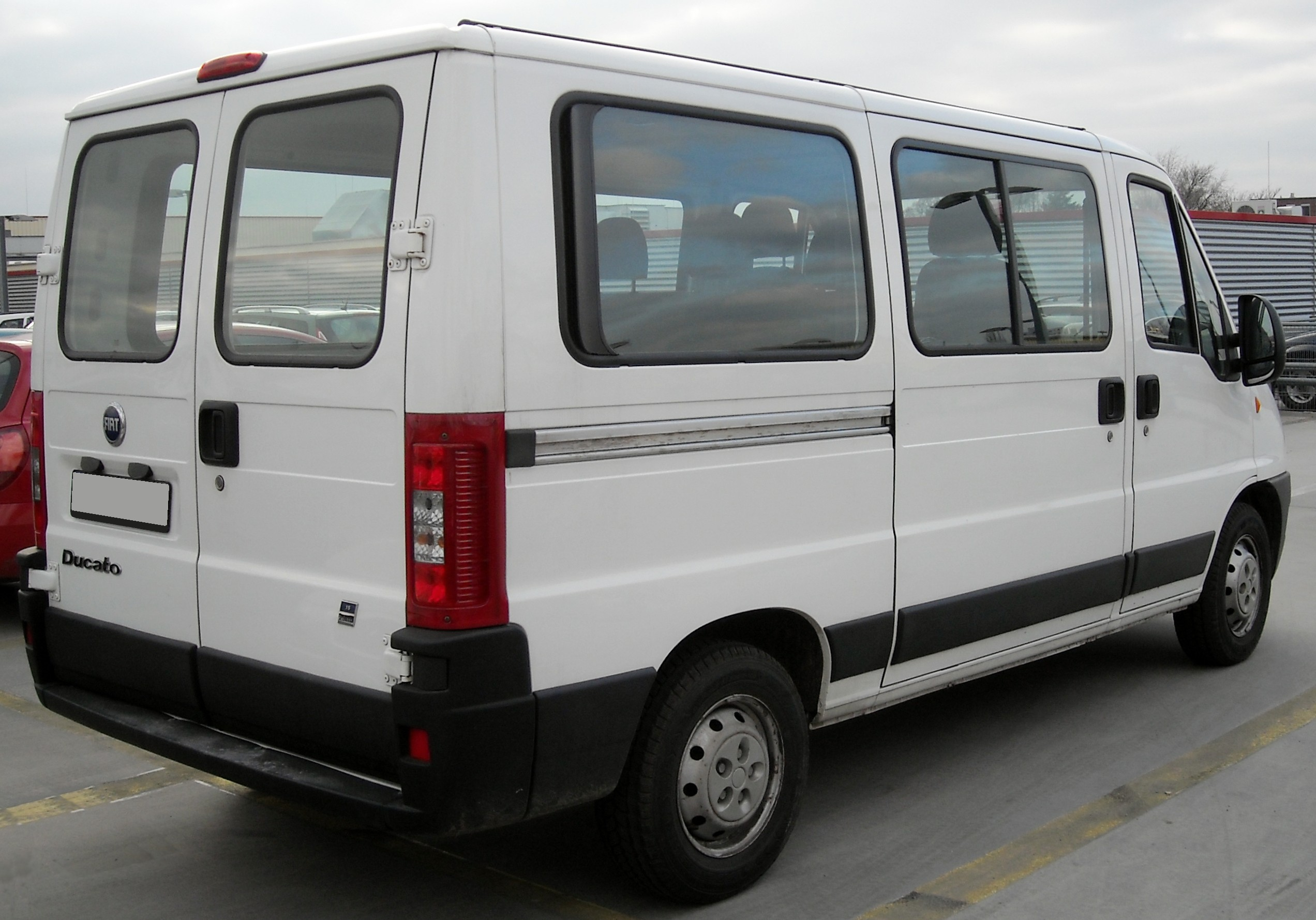
Fiat Ducato II - tył po liftingu

Fiat Ducato II został zaprezentowany po raz pierwszy w 1994 roku.
Pojazd został zaprezentowany podczas targów samochodów użytkowych w Genewie w 1994 roku. Bliźniacza konstrukcja została wybrana Samochodem Dostawczym roku 1995 (Van Of The Year).
Prace nad nowym modelem samochodu dostawczego rozpoczęto w 1987 roku (prace przy projekcie nadwozia prowadził Giorgetto Giugiaro z firmy Ital Design). Podczas projektowania Ducato II dużo uwagi przywiązano do optymalizacji współczynnika oporu powietrza, dzięki czemu udało się osiągnąć Cx=0.35.
Podobnie jak w poprzednim modelu zastosowano napęd przedni z silnikiem umieszczonym poprzecznie i nadwoziem samonośnym. Z przodu zastosowano zawieszenie przednie McPherson (ze stabilizatorem lub bez), a z tyłu sztywną oś tylną zamocowaną na resorach parabolicznych. We wrześniu 2000 roku uruchomiono produkcję Fiata Ducato II w Sete Lagoas w Brazylii. Dystrybucją w tym kraju zajmuje się firma Fiat Automóveis. W latach 2000 – 2005 powstawała tam wersja Ducato Maxi o dopuszczalnej masie całkowitej ponad 3,5 tony, zaliczana do lekkich samochodów ciężarowych. W kolejnych latach powstało: 2000 – 692 szt., 2001 – 4370 szt., 2002 – 3210 szt., 2003 – 2864 szt., 2004 – 4941 szt., 2005 – 5362 szt., 2006 – 5597 szt., 2007 – 7275 szt., 2008 – 8935 szt., 2009 – 8000 sztuk wszystkich odmian Fiatów Ducato II.
Fiat Ducato II był dostępny w różnych konfiguracjach:
- furgon: 5 wariantów pojemności (7,5/9/10/11,5/12 m³), 3 rozstawy osi (2850/3200/3700 mm), 3 wysokości wnętrza (1562/1881/2115 mm), 3 różne DMC (10 – 2,8 t, 14 – 3,2 t, MAXI – 3,5 t), 3 ładowności (10 – 1000 kg, 14 – 1400 kg, Maxi – 1800 kg)
- kombi (towarowo-osobowe, 5-9 miejsc)
- mikrobus (12-15 miejsc)
- kabina ze skrzynią ładunkową
- podwozia pod zabudowę
- podwozie ramowe z przednią ścianą i deską rozdzielczą
- kabina z układem napędowym

### Lifting
W lutym 2002 roku przeprowadzono face lifting wszystkich modeli (Ducato/Boxer/Jumper). Zmieniono wygląd zewnętrzny samochodu, zmodernizowano wnętrze i paletę silników, pojawiła się także wersja z napędem 4x4. Silnik benzynowy może być również zasilany gazem CNG o mocy maksymalnej 71 kW (97 KM), bądź gazem LPG, 81 kW (110 KM).
W połowie 2007 roku spółka Sollers JSC rozpoczęła produkcję modelu w swoich zakładach znajdujących się w miejscowości Jełabuga w Rosji. Od lutego 2010 roku egzemplarze przeznaczone dla odbiorców ze wschodniej Rosji produkowane były w zakładzie we Władywostoku.

### Silniki
- Benzynowe:

| Silnik        | Oznaczenie silnika | Pojemność skokowa [cm³] | Moc maksymalna [KM] ([kW]) przy obr./min | Maks. moment obrotowy [Nm] przy obr./min | Układ i liczba cylindrów | Układ rozrządu/ liczba zaworów |
| ------------- | ------------------ | ----------------------- | ---------------------------------------- | ---------------------------------------- | ------------------------ | ------------------------------ |
| 2.0 i.e. Kat. | PSA RFW (XU10J2U)  | 1998                    | 109 (80)/5500                            | 168/3400                                 | R4                       | OHC/8                          |

- Diesla:

| Silnik      | Oznaczenie silnika      | Pojemność skokowa [cm³] | Moc maksymalna [KM] ([kW]) przy obr./min | Maks. moment obrotowy [Nm] przy obr./min | Układ i liczba cylindrów | Układ rozrządu/ liczba zaworów |
| ----------- | ----------------------- | ----------------------- | ---------------------------------------- | ---------------------------------------- | ------------------------ | ------------------------------ |
| 1.9D        | PSA DJY (XUD9Y/L3)      | 1910                    | 68 (50)/4600                             | 120/2000                                 | R4                       | OHC/8                          |
| 1.9D        | Fiat 230A2000           | 1910                    | 69 (51)/4600                             | 120/2500                                 | R4                       | OHC/8                          |
| 1.9TD       | Fiat 230A3000           | 1910                    | 82 (60)/4200                             | 180/2500                                 | R4                       | OHC/8                          |
| 1.9TD       | PSA DHX (XUD9T)         | 1910                    | 90 (66)/4000                             | 196/2250                                 | R4                       | OHC/8                          |
| 1.9TD Kat.  | Fiat 230A4000           | 1910                    | 80 (59)/4200                             | 175/2500                                 | R4                       | OHC/8                          |
| 2.0JTD      | PSA RHV (DW10UTD)       | 1997                    | 84 (62)/4000                             | 192/1900                                 | R4                       | OHC/8                          |
| 2.5D        | Iveco 8140.67           | 2500                    | 84 (62)/4200                             | 164/2400                                 | R4                       | OHC/8                          |
| 2.5TDI      | Iveco 8140.47           | 2500                    | 116 (85)/3800                            | 245/2000                                 | R4                       | OHC/8                          |
| 2.5TDI Kat. | Iveco 8140.47R          | 2500                    | 109 (80)/3800                            | 256/2200                                 | R4                       | OHC/8                          |
| 2.8D        | Iveco 8140.63 lub Sofim | 2800                    | 87 (64)/3800                             | 180/2000                                 | R4                       | OHC/8                          |
| 2.8idTD     | Iveco 8140.43           | 2800                    | 122 (90)/3600                            | 285/1800                                 | R4                       | OHC/8                          |
| 2.8JTD      | Iveco 8140.43S          | 2800                    | 127 (93,5)/3600                          | 300/1800                                 | R4                       | OHC/8                          |

#### Silniki (FL)
- Benzynowe:

| Silnik                  | Oznaczenie silnika | Pojemność skokowa [cm³] | Moc maksymalna [KM] ([kW]) przy obr./min | Maks. moment obrotowy [Nm] przy obr./min | Układ i liczba cylindrów | Układ rozrządu/ liczba zaworów |
| ----------------------- | ------------------ | ----------------------- | ---------------------------------------- | ---------------------------------------- | ------------------------ | ------------------------------ |
| 2.0                     | PSA RFL (XU10J2U)  | 1998                    | 110 (81)/5700                            | 168/3700                                 | R4                       | OHC/8                          |
| 2.0 Natural Power (CNG) | PSA RFL (XU10J2U)  | 1998                    | 97 (71)/5700                             | 146/3700                                 | R4                       | OHC/8                          |
| 2.0 (LPG)               | PSA RFL (XU10J2U)  | 1998                    | 110 (81)/5700                            | 168/3700                                 | R4                       | OHC/8                          |

- Diesla:

| Silnik       | Oznaczenie silnika | Pojemność skokowa [cm³] | Moc maksymalna [KM] ([kW]) przy obr./min | Maks. moment obrotowy [Nm] przy obr./min | Układ i liczba cylindrów | Układ rozrządu/ liczba zaworów |
| ------------ | ------------------ | ----------------------- | ---------------------------------------- | ---------------------------------------- | ------------------------ | ------------------------------ |
| 2.0JTD       | PSA RHV (DW10UTD)  | 1997                    | 84 (62)/4000                             | 192/1900                                 | R4                       | OHC/8                          |
| 2.3JTD       | Iveco F1AE0481C    | 2286                    | 110 (81)/3600                            | 270/1800                                 | R4                       | DOHC/16                        |
| 2.8JTD       | Iveco 8140.43S     | 2800                    | 127 (93,5)/3600                          | 300/1800                                 | R4                       | OHC/8                          |
| 2.8JTD Power | Iveco 8140.43N     | 2800                    | 146 (107)/3600                           | 310/1500                                 | R4                       | OHC/8                          |

#### Wersje nadwozia
Furgon 
- 4 wersje: 11, 15, Maxi, 4x4 (ładowność: 1035–1705 kg)
- 4 rozstawy osi (2850/3200/3700/4050 mm)
- 6 wariantów pojemności (7,5/9/10/11,5/12/14 m³)
- 4 wysokości wnętrza (1562/1881/2115/2280 mm)

| Model | Rozstaw osi [mm] | Długość zewnętrzna [mm] | Długość przestrzeni ładunkowej [mm] | Wysokość zewnętrzna [mm] | Wysokość przestrzeni ładunkowej [mm] | Szerokość zewnętrzna [mm] | Szerokość przestrzeni ładunkowej [mm] | Szerokość x wysokość drzwi bocznych [mm] | Szerokość x wysokość drzwi tylnych [mm] |
| ----- | ---------------- | ----------------------- | ----------------------------------- | ------------------------ | ------------------------------------ | ------------------------- | ------------------------------------- | ---------------------------------------- | --------------------------------------- |
| L1H1  | 2850             | 4749                    | 2510                                | 2150                     | 1562                                 | 2024                      | 1808 (1388 między nadkolami)          | 1090 x 1449                              | 1562 x 1441                             |
| L1H2  | 2850             | 4749                    | 2510                                | 2470                     | 1881                                 | 2024                      | 1808 (1388 między nadkolami)          | 1090 x 1449                              | 1562 x 1760                             |
| L2H1  | 3200             | 5099                    | 2860                                | 2150                     | 1562                                 | 2024                      | 1808 (1388 między nadkolami)          | 1265 x 1449                              | 1562 x 1441                             |
| L2H2  | 3200             | 5099                    | 2860                                | 2470                     | 1881                                 | 2024                      | 1808 (1388 między nadkolami)          | 1265 x 1769                              | 1562 x 1760                             |
| L2H3  | 3200             | 5099                    | 2860                                | 2725                     | 2115                                 | 2024                      | 1808 (1388 między nadkolami)          | 1265 x 1769                              | 1562 x 2016                             |
| L3H2  | 3700             | 5599                    | 3360                                | 2470                     | 1881                                 | 2024                      | 1808 (1388 między nadkolami)          | 1265 x 1769                              | 1562 x 1760                             |
| L3H4  | 3700             | 5599                    | 3360                                | 2860                     | 2280                                 | 2024                      | 1808 (1388 między nadkolami)          | 1265 x 1769                              | 1562 x 1760                             |

Kabina ze skrzynią
- 4 wersje: 11, 15, Maxi, 4x4 (ładowność: 1085–1655 kg)
- 4 rozstawy osi (2850/3200/3700/4050 mm)
- powierzchnia ładunkowa 4,9-7,5 m² (z podwójną kabiną tylko 4,9 m²).

| Rozstaw osi [mm]        | Długość zewnętrzna [mm] | Długość przestrzeni ładunkowej [mm] | Wysokość burt [mm] |
| ----------------------- | ----------------------- | ----------------------------------- | ------------------ |
| 2850                    | 4831                    | 2585                                | 353                |
| 3200                    | 5181                    | 2935                                | 353                |
| 3700                    | 5681                    | 3435                                | 353                |
| 4050                    | 5980                    | 3729                                | 353                |
| 3700 (Podwójna kabina.) | 5716                    | 2585                                | 353                |

## Trzecia generacja

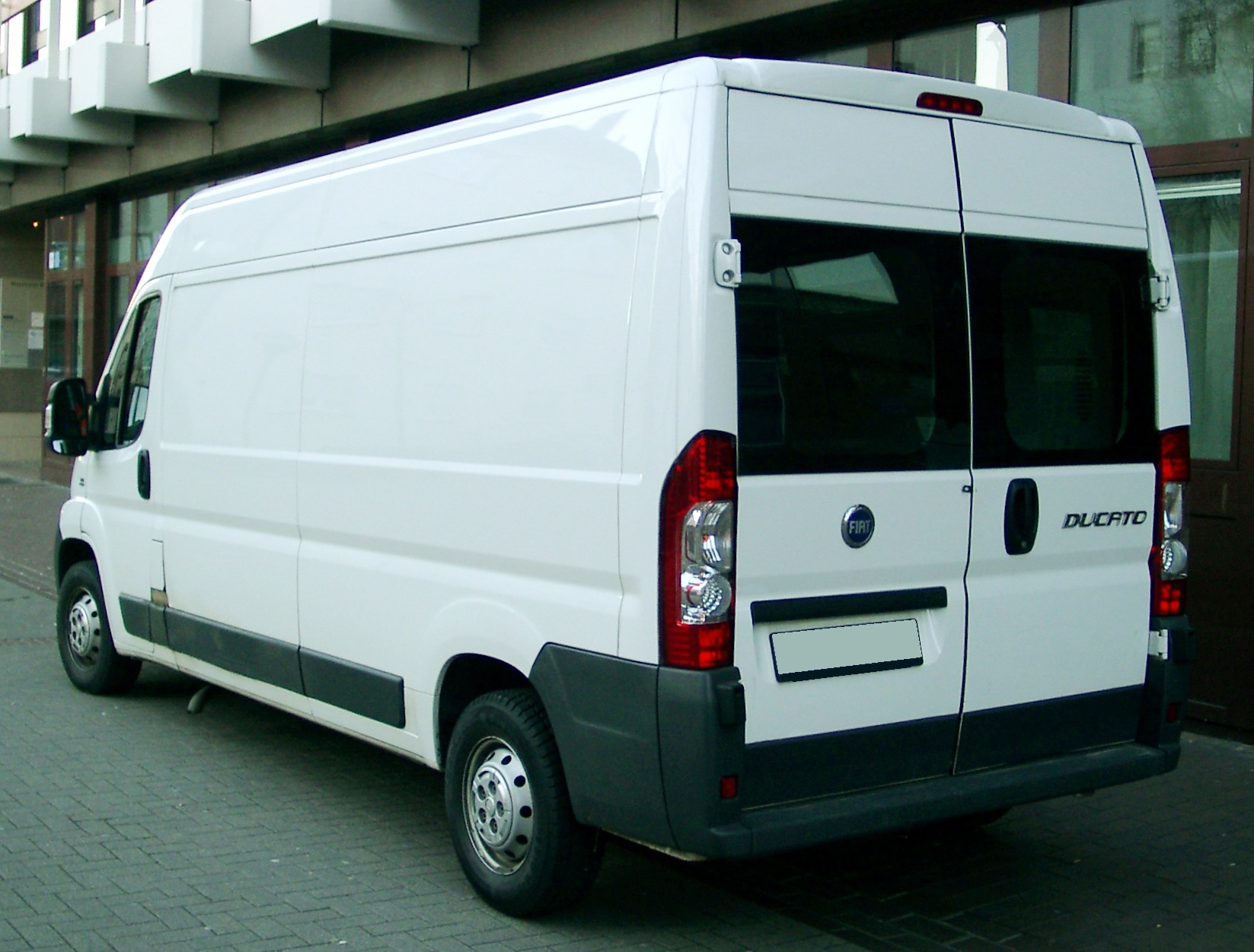
Fiat Ducato III – tył

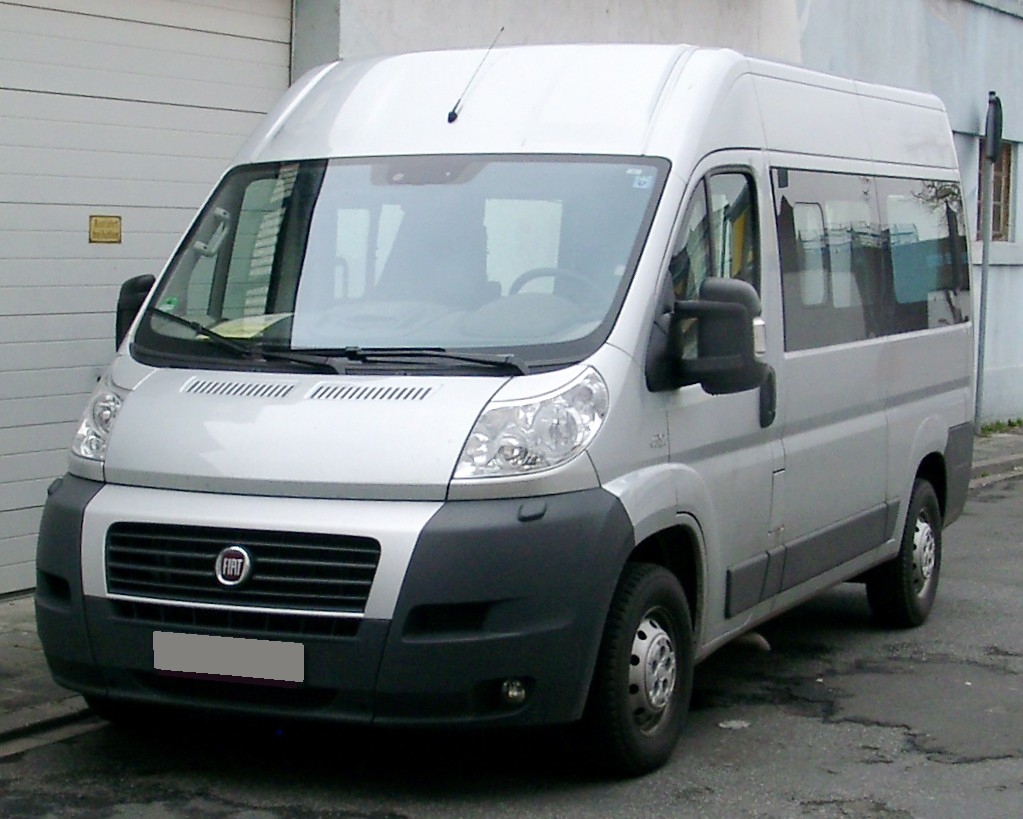
Fiat Ducato III Van

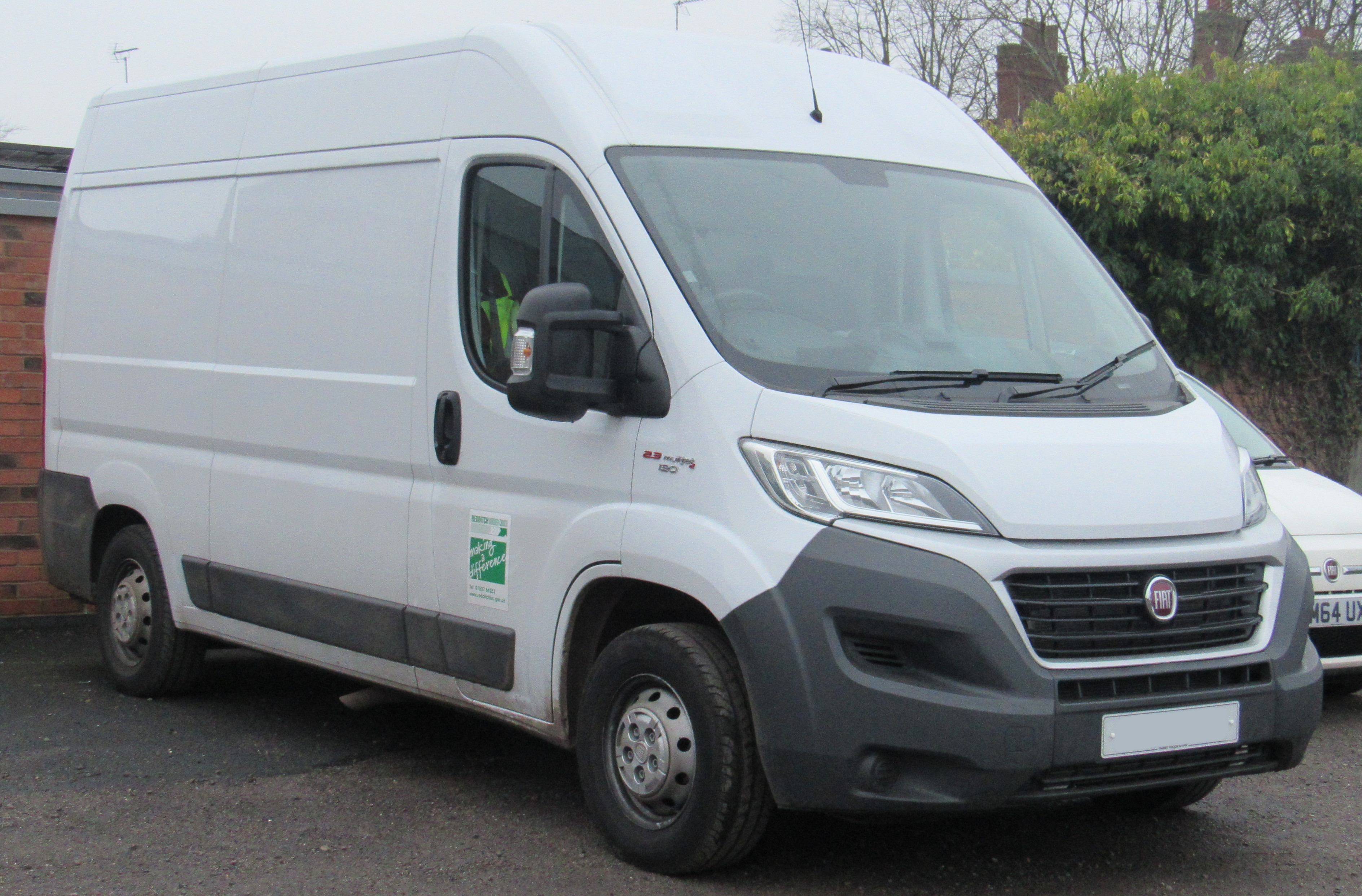
Fiat Ducato III po liftingu

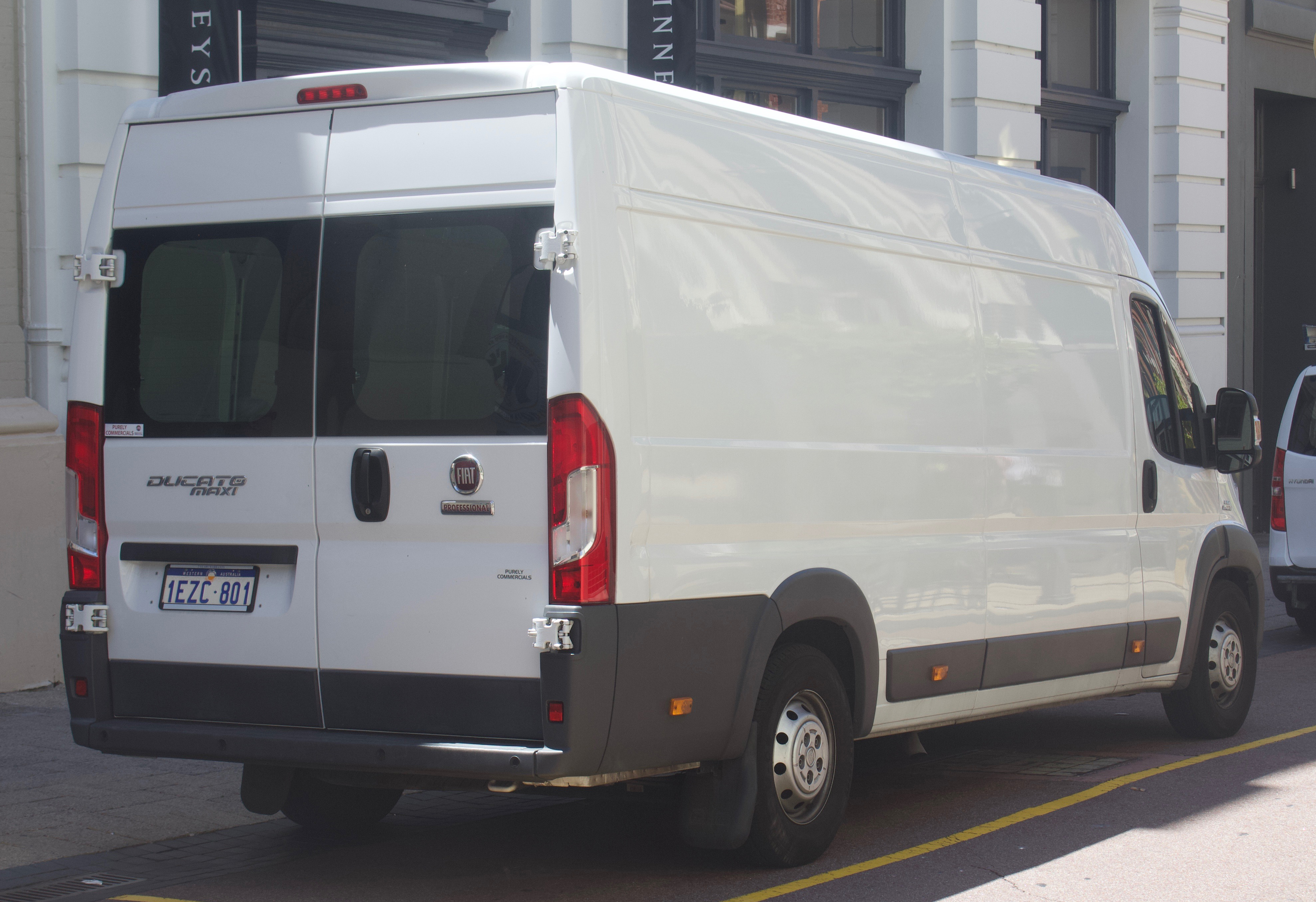
Fiat Ducato III - tył po liftingu

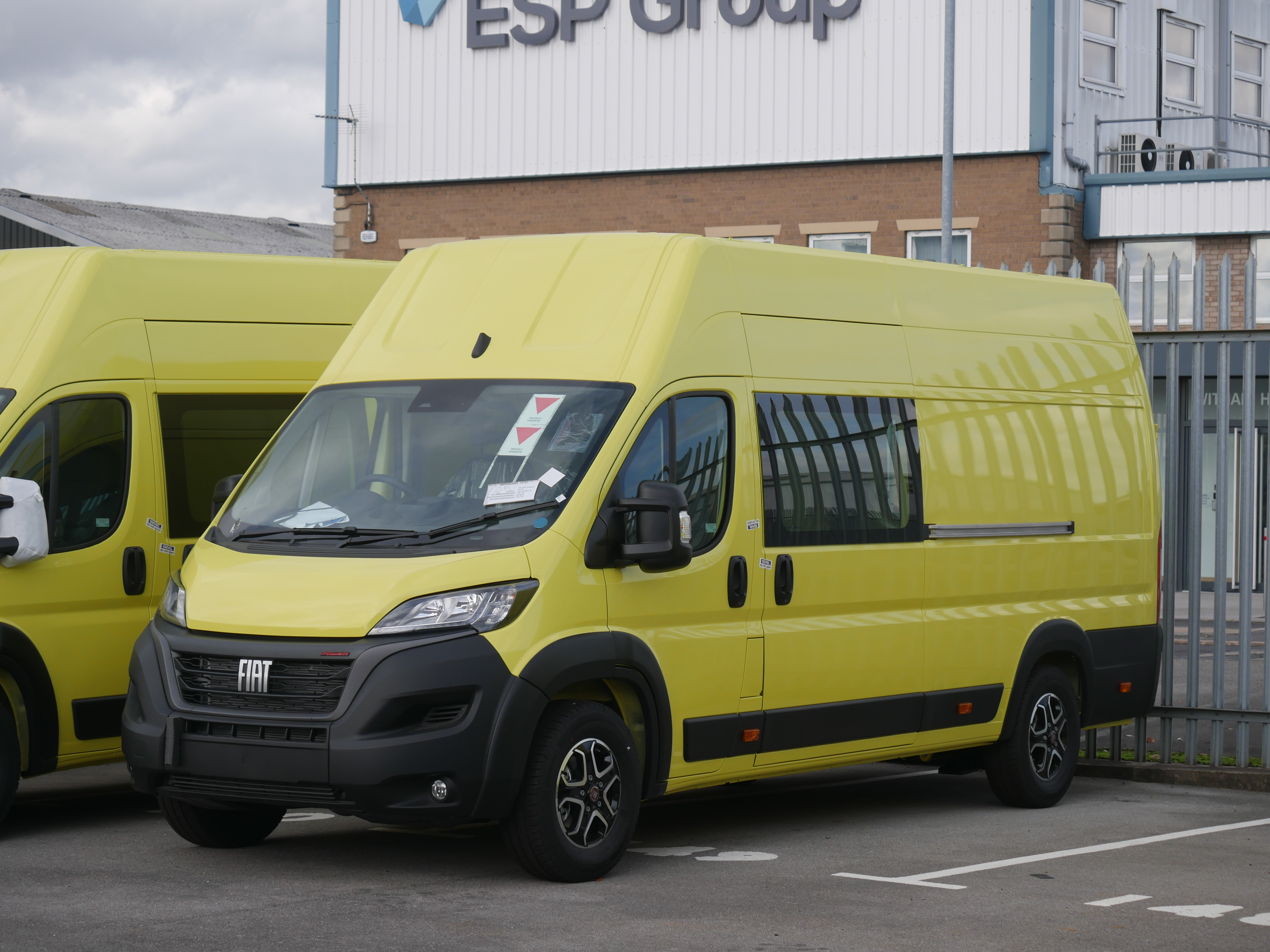
Fiat Ducato III po drugim liftingu

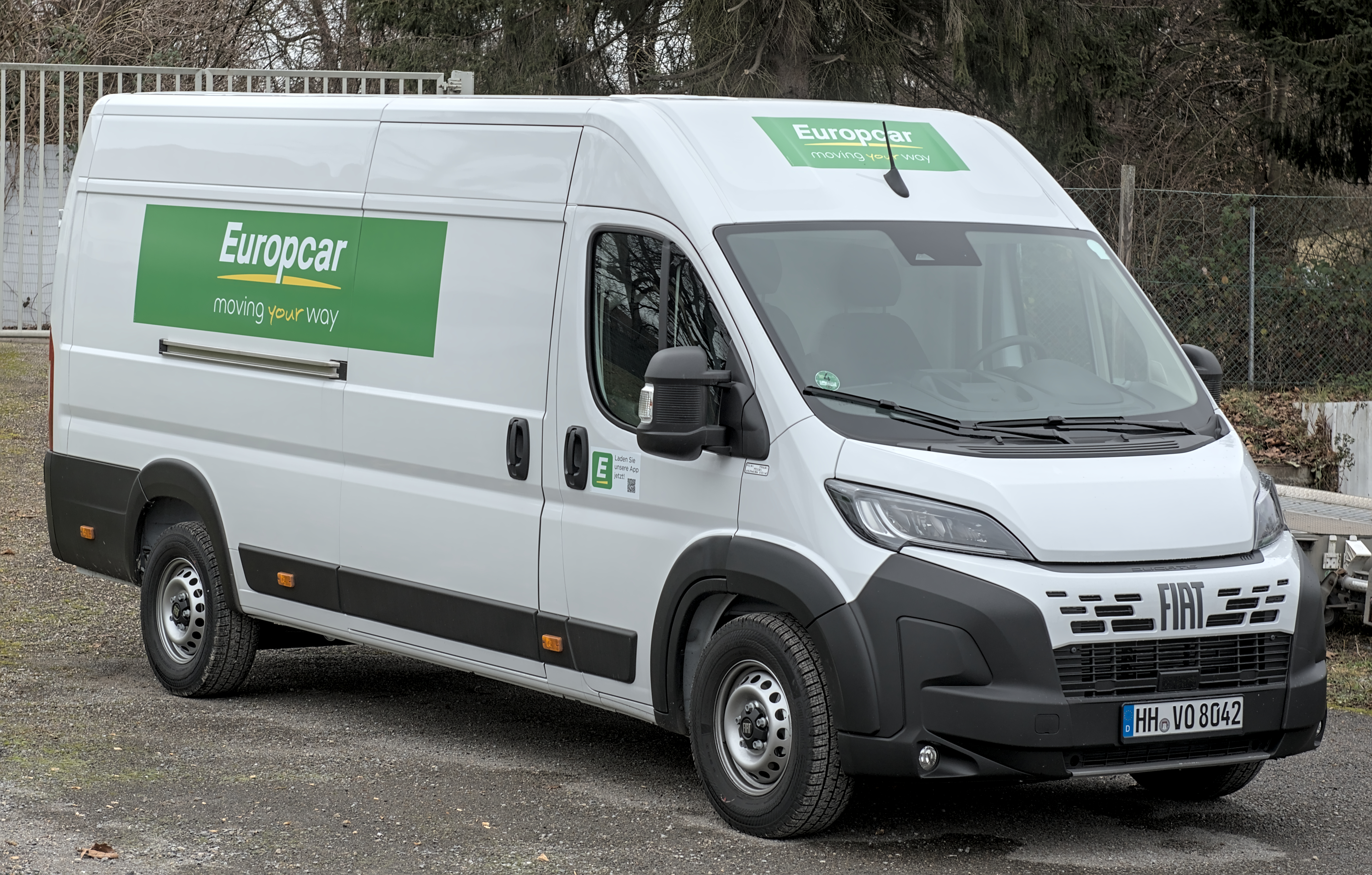
Fiat Ducato III po trzecim liftingu

Fiat Ducato III został zaprezentowany po raz pierwszy w 2006 roku.
Pojazd został zaprojektowany przez Centro Stile Fiat, któremu udało się osiągnąć współczynnik oporu powietrza Cx=0,31. Wnętrze Ducato przypomina pod względem komfortu i możliwego do zamontowania wyposażenia dodatkowego (np. automatyczna klimatyzacja, system audio z zestawem głośnomówiącym, nawigacja satelitarna) samochody osobowe. W nowym modelu zrezygnowano z jednostek benzynowych na rzecz silników wysokoprężnych o 3 różnych pojemnościach i 4 zakresach mocy. W 2009 roku wprowadzono nowy silnik o pojemności 3,0 l skonstruowany przez Iveco specjalnie do zasilania gazem CNG, samochód z tym silnikiem wyposażony jest także w awaryjny zbiornik na benzynę o pojemności 14,5 l. Między innymi dzięki temu pojazd może być traktowany jako jednopaliwowy, spełniając warunki polskiej Ustawy o elektromobilności i paliwach alternatywnych. 
W 2011 roku przedstawiono odświeżoną gamę Ducato. Największa zmiana nastąpiła w palecie silników, gdzie zrezygnowano z silnika 2,2 l konstrukcji PSA i zastąpiono go konstrukcją Fiata o pojemności 2,0 l znaną z modeli osobowych tego koncernu. Pozostałe silniki zostały poddane modernizacji. Nowe silniki cechują się wyższą mocą i spełniają normę Euro 5. Nieznacznie zmodernizowano także wnętrze (np. nowe zestawy audio).
Gama furgonów Fiata Ducato III  występuje w sześciu różnych wariantach ładowności, od 8 do 17 m³, w 4 wersjach długości i w 3 odmianach wysokości dachu, a jako podwozie do zabudowy – w 6 wariantach długości.

### Restylizacje
W maju 2014 roku samochód przeszedł obszerną restylizację. W pojeździe zmodernizowano m.in. przód. Zastosowano bardziej agresywnie ukształtowane, niżej osadzone reflektory wyposażone w światła do jazdy dziennej wykonane w technologii LED, a także przeprojektowano kształt atrapy chłodnicy, zderzaka i wkłady tylnych lamp.  We wnętrzu pojazd otrzymał nowe fotele, pojemnik na kubek zintegrowany z konsolą oraz uchwyt urządzeń mobilnych i notatników. W pojeździe zastosowano nowe jednostki napędowe. Auto oferowane będzie w trzech wersjach wyposażeniowych: Classic, Techno i Lounge. Standardowe wyposażenie wersji po liftingu obejmuje m.in. system kontroli stabilności jazdy ESC z funkcją przeciwdziałania dachowaniu, system kontroli ładunku LAC, asystenta ruszania pod górę HBA oraz system wspomagania nagłego hamowania EBA, Bluetooth i odtwarzacz MP3. W wersjach z silnikami 2.3 i 3.0 pojazd wyposażony jest w układ ułatwiający manewrowanie. Opcjonalnie pojazd wyposażyć można m.in. w system kontroli trakcji Traction+ z elektroniczną imitacją szpery, asystenta pasa ruchu oraz system rozpoznawania znaków drogowych. Wersja Lounge wyposażona jest w 5" kolorowy ekran dotykowy, kamerę cofania, nawigację satelitarną oraz tuner radia cyfrowego DAB.
Kolejną modernizację Fiat Ducato III przeszedł po 15 latach produkcji, wiosną 2021 roku. Tym razem objęła ona jedynie model Fiata, ograniczając się wizualnie do nowego wzoru atrapy chłodnicy z dużym napisem FIAT zamiast loga producenta, przeprojektowanymi wkładami reflektorów wykonanymi w wydajniejszej o 30% technologii LED, a także zupełnie nowym projektem deski rozdzielczej. Zastosowany został nowy projekt zegarów, trójramienne koło kierownicy, a także nowy układ konsoli centralnej z poczwórnymi kratkami nawiewów i opcjonalnym ekranem dotykowym systemu multimedialnego.
Ponadto, po raz pierwszy w 40-letniej historii modelu Fiat Ducato III po drugim liftingu trafiło do produkcji także w polskich zakładach koncernu Stellantis w Gliwicach razem z przedstawionym w międzyczasie Oplem/Vauxhallem Movano trzeciej generacji.
W październiku 2023, po 17 latach produkcji i 2 lata po ostatnich modyfikacjach, Ducato III przeszło trzecią modernizację. Zyskał on nowy pas przedni z innym wlotem powietrza i przeprojektowanym zderzakiem, a także przemodelowane koło kierownicy i inne wkłady tylnych lamp.

### e-Ducato
W 2019 roku zapowiedziano wprowadzenie do sprzedaży Ducato z elektrycznym napędem. Samochód ostatecznie trafił do sprzedaży 1 marca 2021 roku pod nazwą Fiat e-Ducato. Samochód otrzymał silnik o mocy 122 KM (280 Nm) i z baterią o pojemności 47 kWh lub 79 kWh. Pierwsza (według normy WLTP) ma zapewnić zasięg na poziomie do 170 km, a druga do 280 km. Przestrzeń ładunkowa pojazdu nie uległa zmniejszeniu. Producent oferuje nawet 10 letnią gwarancję na baterię i chwali się, że E-Ducato może mieć koszty przeglądów nawet do 40% niższe. Fiat Professional twierdzi w materiałach prasowych, że użytkujący posiada możliwość wyłączenia jednego z modułów, gdyby doszło do awarii znajdującego się w nim ogniwa (tzw. „Recovery Mode”). Auto straci w ten sposób część mocy i zasięgu, ale nadal będzie mogło być normalnie eksploatowane.
Po restylizacji z października 2023 elektryczne Ducato zyskało zmodernizowany układ napędowy. Zastosowano nowy akumulator o pojemności 110 kWh, który zapewnia o 30% większy zasięg do 420 kilometrów według normy WLTP. Fiat skorzystał również z odnowionego systemu ładowania Stellantis, który składa się z dwóch standardowych ładowarek pokładowych, które mogą przyjąć do 11 kW prądu przemiennego lub do 150 kW prądu stałego, co umożliwia szybkie ładowanie akumulatora w 55 minut.

### Silniki

#### Do 2011 roku[11]
- Diesla i CNG Euro 4

| Silnik             | Oznaczenie silnika | Pojemność skokowa [cm³] | Moc maksymalna [KM] ([kW]) przy obr./min | Maks. moment obrotowy [Nm] przy obr./min | Układ i liczba cylindrów | Układ rozrządu/ liczba zaworów |
| ------------------ | ------------------ | ----------------------- | ---------------------------------------- | ---------------------------------------- | ------------------------ | ------------------------------ |
| 100 Multijet       | PSA 4HV            | 2198                    | 100 (74)/2900                            | 250/1500                                 | R4                       | DOHC/16                        |
| 120 Multijet       | Iveco F1AE0481D    | 2286                    | 120 (88)/3600                            | 320/2000                                 | R4                       | DOHC/16                        |
| 130 Multijet       | Iveco F1AE0481N    | 2286                    | 130 (96)/3600                            | 320/2000                                 | R4                       | DOHC/16                        |
| 160 Multijet Power | Iveco F1CE0481D    | 2999                    | 157 (115,5)/3500                         | 400/1700                                 | R4                       | DOHC/16                        |
| 140 Natural Power  | Iveco F1CE0441A    | 2999                    | 136 (100)/2750                           | 350/1500                                 | R4                       | DOHC/16                        |

Wersja Multijet 130 dostępna jest tylko pod zabudowy typu kamper.

#### Do 2014 roku[12]
- Diesla Euro 5

| Silnik             | Oznaczenie silnika | Pojemność skokowa [cm³] | Moc maksymalna [KM] ([kW]) przy obr./min | Maks. moment obrotowy [Nm] przy obr./min | Układ i liczba cylindrów | Układ rozrządu/ liczba zaworów |
| ------------------ | ------------------ | ----------------------- | ---------------------------------------- | ---------------------------------------- | ------------------------ | ------------------------------ |
| 115 Multijet II    | Fiat               | 1956                    | 115 (85)/3700                            | 280/1500                                 | R4                       | DOHC/16                        |
| 130 Multijet II    | Iveco              | 2287                    | 130 (96)/3600                            | 320/1800                                 | R4                       | DOHC/16                        |
| 150 Multijet II    | Iveco              | 2287                    | 148 (109)/3600                           | 350/1500                                 | R4                       | DOHC/16                        |
| 160 Multijet Power | Iveco              | 2999                    | 157 (115,5)/3500                         | 400/1700                                 | R4                       | DOHC/16                        |
| 180 Multijet Power | Iveco              | 2999                    | 177 (130)/3500                           | 400/1400                                 | R4                       | DOHC/16                        |

Wersja Multijet Power 160 dostępna jest tylko w osobowej wersji Ducato Minibus.

#### Do 2018[13]
- Diesla Euro 5/6

| Silnik             | Oznaczenie silnika | Pojemność skokowa [cm³] | Moc maksymalna [KM] ([kW]) przy obr./min | Maks. moment obrotowy [Nm] przy obr./min | Układ i liczba cylindrów | Układ rozrządu/ liczba zaworów |
| ------------------ | ------------------ | ----------------------- | ---------------------------------------- | ---------------------------------------- | ------------------------ | ------------------------------ |
| 115 Multijet II    | Fiat               | 1956                    | 115 (85)/3700                            | 280/1500                                 | R4                       | DOHC/16                        |
| 130 Multijet II    | Iveco              | 2287                    | 130 (96)/3600                            | 320/1800                                 | R4                       | DOHC/16                        |
| 150 Multijet II    | Iveco              | 2287                    | 148 (109)/3600                           | 350/1500                                 | R4                       | DOHC/16                        |
| 160 Multijet Power | Iveco              | 2999                    | 157 (115,5)/3500                         | 400/1700                                 | R4                       | DOHC/16                        |
| 180 Multijet Power | Iveco              | 2999                    | 177 (130)/3500                           | 400/1400                                 | R4                       | DOHC/16                        |

#### Do 2020[14]
- Diesla Euro 6c

| Silnik             | Oznaczenie silnika | Pojemność skokowa [cm³] | Moc maksymalna [KM] ([kW]) przy obr./min | Maks. moment obrotowy [Nm] przy obr./min | Układ i liczba cylindrów | Układ rozrządu/ liczba zaworów |
| ------------------ | ------------------ | ----------------------- | ---------------------------------------- | ---------------------------------------- | ------------------------ | ------------------------------ |
| 115 Multijet II    | Fiat               | 1956                    | 115 (85)/4000                            | 290/1750                                 | R4                       | DOHC/16                        |
| 130 Multijet II    | Iveco              | 2287                    | 130 (96)/3600                            | 320/1800                                 | R4                       | DOHC/16                        |
| 150 Multijet II    | Iveco              | 2287                    | 150 (110)/3600                           | 380/1500                                 | R4                       | DOHC/16                        |
| 180 Multijet Power | Iveco              | 2999                    | 177 (130)/3500                           | 400/1400                                 | R4                       | DOHC/16                        |

- CNG Euro 6c

| Silnik            | Oznaczenie silnika | Pojemność skokowa [cm³] | Moc maksymalna [KM] ([kW]) przy obr./min | Maks. moment obrotowy [Nm] przy obr./min | Układ i liczba cylindrów | Układ rozrządu/ liczba zaworów |
| ----------------- | ------------------ | ----------------------- | ---------------------------------------- | ---------------------------------------- | ------------------------ | ------------------------------ |
| 140 Natural Power | Iveco              | 2999                    | 136 (100)/3500                           | 350/1500                                 | R4                       | DOHC/16                        |

#### Do 2021[15]
- Diesla Euro 6d Temp

| Silnik             | Oznaczenie silnika | Pojemność skokowa [cm³] | Moc maksymalna [KM] ([kW]) przy obr./min | Maks. moment obrotowy [Nm] przy obr./min | Układ i liczba cylindrów | Układ rozrządu/ liczba zaworów |
| ------------------ | ------------------ | ----------------------- | ---------------------------------------- | ---------------------------------------- | ------------------------ | ------------------------------ |
| 120 Multijet 2     | Iveco              | 2287                    | 120 (88)/3600                            | 320/1400                                 | R4                       | DOHC/16                        |
| 140 Multijet 2     | Iveco              | 2287                    | 140 (104)/3600                           | 350/1400                                 | R4                       | DOHC/16                        |
| 160 Multijet 2     | Iveco              | 2287                    | 160 (110)/3500                           | 380 [400]/1500                           | R4                       | DOHC/16                        |
| 180 Multijet Power | Iveco              | 2287                    | 177 (130)/3500                           | 400 [450]/1500                           | R4                       | DOHC/16                        |

W nawiasach kwadratowych podano moment obrotowy dla silnika z automatyczną skrzynią biegów.
- CNG Euro 6d Temp

| Silnik            | Oznaczenie silnika | Pojemność skokowa [cm³] | Moc maksymalna [KM] ([kW]) przy obr./min | Maks. moment obrotowy [Nm] przy obr./min | Układ i liczba cylindrów | Układ rozrządu/ liczba zaworów |
| ----------------- | ------------------ | ----------------------- | ---------------------------------------- | ---------------------------------------- | ------------------------ | ------------------------------ |
| 140 Natural Power | Iveco              | 2999                    | 136 (100)/3500                           | 350/1500                                 | R4                       | DOHC/16                        |

#### Od 2021[16]
- Diesla Euro 6d Final

| Silnik               | Oznaczenie silnika | Pojemność skokowa [cm³] | Moc maksymalna [KM] ([kW]) przy obr./min | Maks. moment obrotowy [Nm] przy obr./min | Układ i liczba cylindrów | Układ rozrządu/ liczba zaworów |
| -------------------- | ------------------ | ----------------------- | ---------------------------------------- | ---------------------------------------- | ------------------------ | ------------------------------ |
| 120 Multijet 3       | Fiat               | 2184                    | 120 (89)/3500                            | 320/1400                                 | R4                       | DOHC/16                        |
| 140 Multijet 3       | Fiat               | 2184                    | 140 (104)/3500                           | 350 [380]/1400                           | R4                       | DOHC/16                        |
| 160 Multijet 3 Power | Fiat               | 2184                    | 160 (117)/3500                           | 380 [400]/1500                           | R4                       | DOHC/16                        |
| 180 Multijet 3 Power | Fiat               | 2184                    | 180 (130)/3500                           | 380 [450]/1500                           | R4                       | DOHC/16                        |

W nawiasach kwadratowych podano moment obrotowy dla silnika z automatyczną skrzynią biegów.
- eDucato[17]

| Silnik      | Oznaczenie silnika | Moc maksymalna [KM] ([kW]) | Maks. moment obrotowy [Nm] | Pojemność akumulatora [kWh] | Zasięg [km] |
| ----------- | ------------------ | -------------------------- | -------------------------- | --------------------------- | ----------- |
| Elektryczny | b.d.               | 122 (90)                   | 280                        | 47                          | 235         |
| Elektryczny | b.d.               | 122 (90)                   | 280                        | 79                          | 370         |

### Wersje nadwozia

#### Furgon
- 4 wersje DMC (3.0t, 3.3t, 3.5t, 4.0t) i ładowność od 1090 kg do 1995 kg.
- 3 rozstawy osi (3000/3450/4035 mm) i 4 długości furgonów (4963/5413/5998/6363 mm)
- 6 wariantów pojemności (8/10/11,5/13/15/17 m³)
- 3 wysokości wnętrza (1662/1932/2172 mm).

| Model | Rozstaw osi [mm] | Długość zewnętrzna [mm] | Długość przestrzeni ładunkowej [mm] | Wysokość zewnętrzna [mm] | Wysokość przestrzeni ładunkowej [mm] | Szerokość zewnętrzna [mm] | Szerokość przestrzeni ładunkowej [mm] | Szerokość x wysokość drzwi bocznych [mm] | Szerokość x wysokość drzwi tylnych [mm] |
| ----- | ---------------- | ----------------------- | ----------------------------------- | ------------------------ | ------------------------------------ | ------------------------- | ------------------------------------- | ---------------------------------------- | --------------------------------------- |
| L1H1  | 3000             | 4963                    | 2670                                | 2254                     | 1662                                 | 2050                      | 1870 (1422 między nadkolami)          | 1075 x 1485                              | 1562 x 1520                             |
| L2H1  | 3450             | 5413                    | 3120                                | 2254                     | 1662                                 | 2050                      | 1870 (1422 między nadkolami)          | 1250 x 1485                              | 1562 x 1520                             |
| L2H2  | 3450             | 5413                    | 3120                                | 2524                     | 1932                                 | 2050                      | 1870 (1422 między nadkolami)          | 1250 x 1755                              | 1562 x 1790                             |
| L3H2  | 4035             | 5998                    | 3705                                | 2524                     | 1932                                 | 2050                      | 1870 (1422 między nadkolami)          | 1250 x 1755                              | 1562 x 1790                             |
| L3H3  | 4035             | 5998                    | 3705                                | 2764                     | 2172                                 | 2050                      | 1870 (1422 między nadkolami)          | 1250 x 1755                              | 1562 x 2030                             |
| L4H2  | 4035             | 6363                    | 4070                                | 2524                     | 1932                                 | 2050                      | 1870 (1422 między nadkolami)          | 1250 x 1755                              | 1562 x 1790                             |
| L4H3  | 4035             | 6363                    | 4070                                | 2764                     | 2172                                 | 2050                      | 1870 (1422 między nadkolami)          | 1250 x 1755                              | 1562 x 2030                             |

#### Kombi
- 3 wersje DMC (3.0t, 3.3t, 3.5t), 5 miejsc, ładowność do 1400 kg
- 2 rozstawy osi (3000/3450 mm) i 2 długości (4963/5413 mm)
- 2 wysokości wnętrza (1515/1788 mm).

| Model | Rozstaw osi [mm] | Długość zewnętrzna [mm] | Długość przestrzeni ładunkowej [mm] | Wysokość zewnętrzna [mm] | Wysokość przestrzeni ładunkowej [mm] | Szerokość zewnętrzna [mm] | Szerokość przestrzeni ładunkowej [mm] | Szerokość x wysokość drzwi bocznych [mm] | Szerokość x wysokość drzwi tylnych [mm] |
| ----- | ---------------- | ----------------------- | ----------------------------------- | ------------------------ | ------------------------------------ | ------------------------- | ------------------------------------- | ---------------------------------------- | --------------------------------------- |
| L1H1  | 3000             | 4963                    | 816 (8/9-os.) 1716 (5/6-os.)        | 2254                     | 1515                                 | 2050                      | 1860 (1254 między nadkolami)          | 1075 x 1485                              | 1562 x 1520                             |
| L2H2  | 3450             | 5413                    | 1259 (8/9-os.) 2159 (5/6-os.)       | 2524                     | 1788                                 | 2050                      | 1860 (1254 między nadkolami)          | 1250 x 1755                              | 1562 x 1790                             |

#### Panorama
- 2 wersje DMC (3.0t, 3.3t), 8-9 miejsc, ładowność od 123 kg do 1015 kg
- 2 rozstawy osi (3000/3450 mm) i 2 długości (4963/5413 mm)
- 2 wysokości wnętrza (1515/1788 mm).

| Model | Rozstaw osi [mm] | Długość zewnętrzna [mm] | Długość przestrzeni ładunkowej [mm] | Wysokość zewnętrzna [mm] | Wysokość przestrzeni ładunkowej [mm] | Szerokość zewnętrzna [mm] | Szerokość przestrzeni ładunkowej [mm] | Szerokość x wysokość drzwi bocznych [mm] | Szerokość x wysokość drzwi tylnych [mm] |
| ----- | ---------------- | ----------------------- | ----------------------------------- | ------------------------ | ------------------------------------ | ------------------------- | ------------------------------------- | ---------------------------------------- | --------------------------------------- |
| L1H1  | 3000             | 4963                    | 588 (8/9-os.)                       | 2254                     | 1515                                 | 2050                      | 1350                                  | 1075 x 1485                              | 1562 x 1520                             |
| L2H2  | 3450             | 5413                    | 1038 (8/9-os.)                      | 2524                     | 1788                                 | 2050                      | 1350                                  | 1250 x 1755                              | 1562 x 1790                             |

#### Minibus
- 1 wersja DMC (4,0t), 13 lub 16 osób + kierowca, ładowność od 214 kg do 1485 kg
- 1 rozstaw osi (4035 mm) i 2 długości (5998 lub 6363 mm)
- 1 wysokość wnętrza (1788 mm).

| Model | Rozstaw osi [mm] | Długość zewnętrzna [mm] | Wysokość zewnętrzna [mm] | Wysokość wnętrza [mm] | Szerokość zewnętrzna [mm] | Szerokość wnętrza [mm] | Szerokość x wysokość drzwi bocznych [mm] | Szerokość x wysokość drzwi tylnych [mm] |
| ----- | ---------------- | ----------------------- | ------------------------ | --------------------- | ------------------------- | ---------------------- | ---------------------------------------- | --------------------------------------- |
| L3H2  | 4035             | 5998                    | 2524                     | 1788                  | 2050                      | 1350                   | 1250 x 1755                              | 1562 x 1790                             |
| L4H2  | 4035             | 6363                    | 2524                     | 1788                  | 2050                      | 1350                   | 1250 x 1755                              | 1562 x 1790                             |

#### Kabina ze skrzynią
- 4 wersje DMC (3.0t, 3.3t, 3.5t, 4.0t) i ładowność od 1095 kg do 2075 kg
- 4 rozstawy osi (3000/3450/3800/4035 mm) i 5 długości skrzyni ładunkowej (2798/3248/3598/3833/4198 mm)
- powierzchnia ładunkowa 5,7-8,5 m².

| Rozstaw osi [mm] | Długość zewnętrzna [mm] | Szerokość zewnętrzna [mm] | Długość przestrzeni ładunkowej [mm] | Szerokość przestrzeni ładunkowej [mm] | Wysokość burt [mm] |
| ---------------- | ----------------------- | ------------------------- | ----------------------------------- | ------------------------------------- | ------------------ |
| 3000             | 5293                    | 2100                      | 2798                                | 2034                                  | 400                |
| 3450             | 5743                    | 2100                      | 3248                                | 2034                                  | 400                |
| 3800             | 6093                    | 2100                      | 3598                                | 2034                                  | 400                |
| 4035             | 6328                    | 2100                      | 3833                                | 2034                                  | 400                |
| 4035             | 6693                    | 2100                      | 4198                                | 2034                                  | 400                |

#### Podwójna kabina ze skrzynią
- 3 wersje DMC (3.3t, 3.5t, 4.0t) i ładowność od 1285 kg do 1940 kg
- 2 rozstawy osi (3450/4035 mm) i 3 długości skrzyni ładunkowej (2398/2888/3338 mm)
- powierzchnia ładunkowa 4,9-6,8 m².

| Rozstaw osi [mm] | Długość zewnętrzna [mm] | Szerokość zewnętrzna [mm] | Długość przestrzeni ładunkowej [mm] | Szerokość przestrzeni ładunkowej [mm] | Wysokość burt [mm] |
| ---------------- | ----------------------- | ------------------------- | ----------------------------------- | ------------------------------------- | ------------------ |
| 3450             | 5738                    | 2100                      | 2398                                | 2034                                  | 400                |
| 4035             | 6228                    | 2100                      | 2888                                | 2034                                  | 400                |
| 4035             | 6678                    | 2100                      | 3338                                | 2034                                  | 400                |

#### Podwozie
- 4 wersje DMC (3.0t, 3.3t, 3.5t, 4.0t)
- ładowność od 1315 kg do 2330 kg
- 4 rozstawy osi (3000/3450/3800/4035 mm).

| Rozstaw osi [mm] | Długość zewnętrzna [mm] | Szerokość wewnętrzna [mm] | Maksymalna długość zewnętrzna z zabudową [mm] | Maksymalna szerokość zabudowy [mm] |
| ---------------- | ----------------------- | ------------------------- | --------------------------------------------- | ---------------------------------- |
| 3000             | 4908                    | 2050                      | 5748                                          | 2350                               |
| 3450             | 5358                    | 2050                      | 6468                                          | 2350                               |
| 3800             | 5708                    | 2050                      | 7028                                          | 2350                               |
| 4035             | 5943                    | 2050                      | 7383                                          | 2350                               |
| 4035             | 6308                    | 2050                      | 7383                                          | 2350                               |

#### Podwozie z podwójną kabiną
- 3 wersje DMC (3.3t, 3.5t, 4.0t)
- ładowność od 1410 kg do 2125 kg
- 2 rozstawy osi (3450/4035 mm).

| Rozstaw osi [mm] | Długość zewnętrzna [mm] | Szerokość zewnętrzna [mm] | Maksymalna długość zewnętrzna z zabudową [mm] | Maksymalna szerokość zabudowy [mm] |
| ---------------- | ----------------------- | ------------------------- | --------------------------------------------- | ---------------------------------- |
| 3450             | 5358                    | 2050                      | 6468                                          | 2350                               |
| 4035             | 5943                    | 2050                      | 7383                                          | 2350                               |
| 4035             | 6308                    | 2050                      | 7383                                          | 2350                               |

#### Platforma
- 4 wersje DMC (3.0t, 3.3t, 3.5t, 4.0t)
- ładowność od 1335 kg do 2350 kg
- 3 rozstawy osi (3000/3450/4035 mm).

| Rozstaw osi [mm] | Długość zewnętrzna [mm] | Szerokość zewnętrzna [mm] | Maksymalna długość zewnętrzna z zabudową [mm] | Maksymalna szerokość zabudowy [mm] |
| ---------------- | ----------------------- | ------------------------- | --------------------------------------------- | ---------------------------------- |
| 3000             | 4908                    | 2050                      | 5748                                          | 2350                               |
| 3450             | 5358                    | 2050                      | 6468                                          | 2350                               |
| 4035             | 5943                    | 2050                      | 7383                                          | 2350                               |
| 4035             | 6308                    | 2050                      | 7383                                          | 2350                               |